# Marituba
Marituba es un municipio y una ciudad del estado de Pará, Brasil. Pertenece a la zona metropolitana de Belém. El municipio cuenta con 89.267 habitantes según datos de 2007 y 103,279 km². El municipio fue creado en 1997, cuando se separó del municipio de Ananindeua.

## Localización
Marituba se encuentra al margen de la carretera BR 316 a la altura del kilómetro 13. Limita con Ananindeua al oeste, Río Guamá al sur, Santa Bárbara do Pará al norte y Benevides al este.

## Economía e infraestructura
La ciudad todavía sirve como dormitorio, su economía es baja y depende prácticamente del comercio local. Gran parte de la población de Marituba estudia y trabaja en Belém y Ananindeua. La ciudad recibe servicio de líneas de ómnibus urbanos y semiurbanos conectándola con la capital y demás municipios.
El crecimiento rápido de Marituba se dio por la falta de espacio en Belém y Ananindeua para la construcción. El crecimiento urbano de la ciudad es desordenado y cuenta con una de las mayores ¨invasiones¨ de América Latina, el residencial Che Guevara. El rápido desparramamiento de la ciudad causa que los límites municipales hayan sido superados llegando hasta la vecina Benavides.
- Datos: Q1805166
- Multimedia: Marituba / Q1805166